# Арриаса, Хуан Баутиста
Хуан Баутиста Арриаса (исп. Juan Bautista Arriaza y Superviela; 1770 — 1837) — испанский поэт, дипломат и государственный деятель.

## Биография
Хуан Баутиста Арриаса родился в столице Испании городе Мадриде 27 февраля 1770 года в семье офицера и в тот же день был крещён в католическом приходе Святого Себастьяна. Стал третьим сыном в семье. Сначала Арриаса воспитывался в католической школе, затем перешёл в артиллерийское училище в городе Сеговии и затем поступил на службу в королевский военно-морской флот.
В 1798 году по болезни вынужден был оставить военную службу и посвятил себя дипломатической карьере. Был сперва секретарём посольства в Лондоне, потом в Париже. Возвратившись в Испанию в 1807 году, Хуан Баутиста Арриаса, в качестве строгого роялиста, выступил против партии «los afrancesados» (сторонников французских идей просвещения, букв — «офранцуженные»); во время революций 1812 и 1820 годов это противостояние было особенно сильным. Ввиду этого король Испании Фердинанд VII назначил его королевским советником и секретарем кабинета, а впоследствии oficial segundo jubilado в министерство иностранных дел и камергером.
В конце XIX - начале XX века на страницах Энциклопедического словаря Брокгауза и Ефрона была дана следующая оценка литературному творчеству Арриазы: «Поэзия его носит характер импровизации и не отличается глубоким содержанием. В 1796 г. написал большое стихотворение на смерть последнего герцога Альбы, а в 1797 году выпустил в свет первое собрание своих юношеских поэтических произведений: «Los primicias ó coleccion de los primeros frutos poéticos de D. I. В.» (6-е изд., 2 т, Мадрид, 1829—32). К 1803 г. относится его не особенно удачная дидактическая поэма «Emilia», названная им так в честь одной благотворительницы, воспитывавшей на свой счет сирот, одаренных артистическими талантами. В 1810 г. А. воодушевлял испанцев к борьбе за национальную независимость своими «Poesias patrióticas» (Лонд., 1810; 8-е изд, Мадрид, 1815). Избранные его стихотворения «Poesias liricas» (6-е изд., 2 т., Мадрид, 1829—32) вместе с биографически-критическими замечаниями помещены в «Floresta de rimas modernas castellanas» Ф. Вольфа (т. 2, Пар., 1837)».
Также им был сделан художественный перевод с французского на испанский язык произведений Никола Буало-Депрео. В 1824 году был избран в члены Real Academia de Bellas Artes de San Fernando.
Хуан Баутиста Арриаза скончался в городе Мадриде 22 января 1837 года.